# Basketbal op de Paralympische Zomerspelen 2012

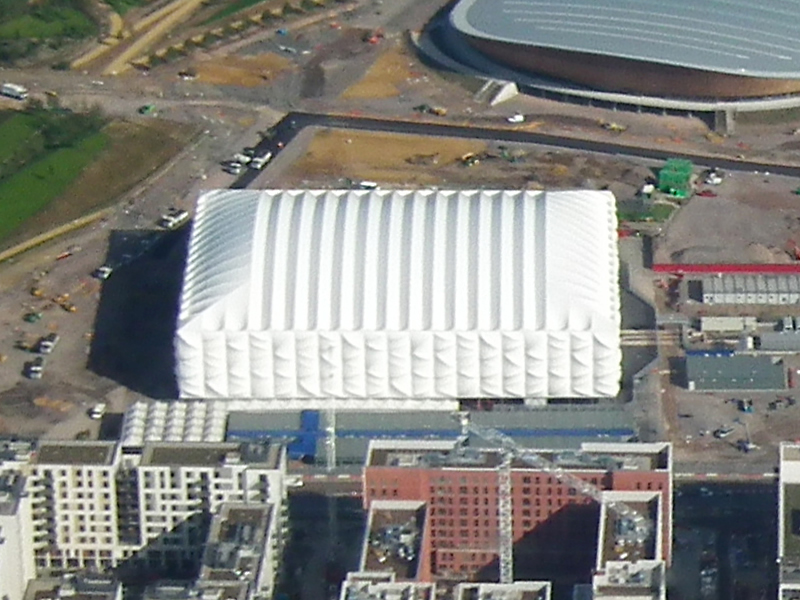
Basketball Arena, Londen

Op de XIVe Paralympische Zomerspelen die in 2012 werden gehouden in Londen, Verenigd Koninkrijk was basketbal een van de 20 sporten die werden beoefend.

## Competitie
- Mannen: twaalf gekwalificeerde landen worden in twee groepen van zes teams ingedeeld. Na de groepsfase gaan de vier hoogst genoteerde teams van elke groep verder naar de knock-outfase.
- Vrouwen: tien gekwalificeerde landen.

## Mannen

### Groepsfase

#### Groep A
| Land             | Land             | Uitslag |
| ---------------- | ---------------- | ------- |
| Spanje           | Italië           | 67 - 40 |
| Verenigde Staten | Turkije          | 50 - 59 |
| Australië        | Zuid-Afrika      | 93 - 39 |
| Italië           | Verenigde Staten | 51 - 77 |
| Zuid-Afrika      | Spanje           | 50 - 74 |
| Turkije          | Australië        | 64 - 71 |
| Turkije          | Italië           | 65 - 60 |
| Verenigde Staten | Zuid-Afrika      | 91 - 29 |
| Australië        | Spanje           | 75 - 59 |
| Zuid-Afrika      | Italië           | 32 - 61 |
| Australië        | Verenigde Staten | 65 - 49 |
| Spanje           | Turkije          | 67 - 64 |
| Italië           | Australië        | 48 - 68 |
| Turkije          | Zuid-Afrika      | 79 - 54 |
| Verenigde Staten | Spanje           | 63 - 55 |

| # | Land             | Wedstrijden | Wedstrijden | Wedstrijden | Wedstrijden | Doelpunten | Doelpunten | Punten |
| - | ---------------- | ----------- | ----------- | ----------- | ----------- | ---------- | ---------- | ------ |
| # | Land             | S           | W           | F           | F           | T          | Saldo      | Punten |
| 1 | Australië        | 10          | 5           | 5           | 0           | 372        | 59         | +113   |
| 2 | Turkije          | 8           | 5           | 3           | 2           | 331        | 302        | +29    |
| 3 | Verenigde Staten | 8           | 5           | 3           | 2           | 330        | 259        | +71    |
| 4 | Spanje           | 8           | 5           | 3           | 2           | 322        | 292        | +30    |
| 5 | Italië           | 6           | 5           | 1           | 4           | 260        | 309        | -49    |
| 6 | Zuid-Afrika      | 5           | 5           | 0           | 5           | 204        | 398        | -194   |

#### Groep B
| Land                | Land                | Uitslag |
| ------------------- | ------------------- | ------- |
| Japan               | Canada              | 53 - 68 |
| Colombia            | Polen               | 45 - 63 |
| Verenigd Koninkrijk | Duitsland           | 72 - 77 |
| Polen               | Japan               | 78 - 53 |
| Duitsland           | Colombia            | 59 - 46 |
| Canada              | Verenigd Koninkrijk | 70 - 54 |
| Japan               | Duitsland           | 49 - 64 |
| Verenigd Koninkrijk | Colombia            | 81 - 41 |
| Canada              | Polen               | 83 - 65 |
| Colombia            | Japan               | 49 - 64 |
| Duitsland           | Canada              | 66 - 73 |
| Polen               | Verenigd Koninkrijk | 58 - 87 |
| Canada              | Colombia            | 68 - 42 |
| Japan               | Verenigd Koninkrijk | 55 - 71 |
| Duitsland           | Polen               | 73 - 63 |

| # | Land                | Wedstrijden | Wedstrijden | Wedstrijden | Wedstrijden | Doelpunten | Doelpunten | Punten |
| - | ------------------- | ----------- | ----------- | ----------- | ----------- | ---------- | ---------- | ------ |
| # | Land                | S           | W           | F           | F           | T          | Saldo      | Punten |
| 1 | Canada              | 10          | 5           | 5           | 0           | 362        | 280        | +82    |
| 2 | Duitsland           | 9           | 5           | 4           | 1           | 339        | 303        | +36    |
| 3 | Verenigd Koninkrijk | 8           | 5           | 3           | 2           | 365        | 301        | +64    |
| 4 | Polen               | 7           | 5           | 2           | 3           | 327        | 341        | -14    |
| 5 | Japan               | 6           | 5           | 1           | 4           | 273        | 330        | -57    |
| 6 | Colombia            | 5           | 5           | 0           | 5           | 223        | 334        | -111   |

|  | Geplaatst voor de kwartfinales |
|  | Niet geplaatst                 |

### Kwartfinales
| Land      | Land                | Uitslag |
| --------- | ------------------- | ------- |
| Australië | Polen               | 73 - 53 |
| Duitsland | Verenigde Staten    | 46 - 57 |
| Turkije   | Verenigd Koninkrijk | 70 - 75 |
| Canada    | Spanje              | 77 - 55 |

### Halve finales
| Land                | Land             | Uitslag |
| ------------------- | ---------------- | ------- |
| Australië           | Verenigde Staten | 72 - 63 |
| Verenigd Koninkrijk | Canada           | 52 - 69 |

### Bronzen finale
| Land             | Land                | Uitslag |
| ---------------- | ------------------- | ------- |
| Verenigde Staten | Verenigd Koninkrijk | 61 - 46 |

### Finale
| Land      | Land   | Uitslag |
| --------- | ------ | ------- |
| Australië | Canada | 58 - 64 |

## Eindrangschikking
| Plaats | Land                |
| ------ | ------------------- |
| Goud   | Canada              |
| Zilver | Australië           |
| Brons  | Verenigde Staten    |
| 4      | Verenigd Koninkrijk |

## Vrouwen

### Groepsfase

#### Groep A
| Land                | Land                | Uitslag |
| ------------------- | ------------------- | ------- |
| Nederland           | Verenigd Koninkrijk | 62 - 35 |
| Australië           | Brazilië            | 52 - 50 |
| Verenigd Koninkrijk | Australië           | 24 - 51 |
| Canada              | Nederland           | 59 - 70 |
| Brazilië            | Verenigd Koninkrijk | 37 - 42 |
| Australië           | Canada              | 50 - 57 |
| Canada              | Brazilië            | 65 - 51 |
| Nederland           | Australië           | 49 - 58 |
| Verenigd Koninkrijk | Canada              | 50 - 67 |
| Brazilië            | Nederland           | 42 - 55 |

| # | Land                | Wedstrijden | Wedstrijden | Wedstrijden | Wedstrijden | Doelpunten | Doelpunten | Punten |
| - | ------------------- | ----------- | ----------- | ----------- | ----------- | ---------- | ---------- | ------ |
| # | Land                | S           | W           | F           | F           | T          | Saldo      | Punten |
| 1 | Australië           | 7           | 4           | 3           | 1           | 211        | 180        | +31    |
| 2 | Nederland           | 7           | 4           | 3           | 1           | 236        | 194        | +42    |
| 3 | Canada              | 7           | 4           | 3           | 1           | 248        | 221        | +27    |
| 4 | Verenigd Koninkrijk | 5           | 4           | 1           | 3           | 151        | 217        | -66    |
| 5 | Brazilië            | 4           | 4           | 0           | 4           | 180        | 214        | -34    |

#### Groep B
| Land             | Land             | Uitslag |
| ---------------- | ---------------- | ------- |
| Verenigde Staten | Frankrijk        | 63 - 24 |
| Mexico           | China            | 46 - 53 |
| Duitsland        | Verenigde Staten | 54 - 48 |
| China            | Frankrijk        | 72 - 34 |
| Verenigde Staten | Mexico           | 67 - 33 |
| Frankrijk        | Duitsland        | 32 - 76 |
| Duitsland        | China            | 56 - 50 |
| Mexico           | Frankrijk        | 50 - 42 |
| Mexico           | Duitsland        | 28 - 68 |
| China            | Verenigde Staten | 65 - 68 |

| # | Land             | Wedstrijden | Wedstrijden | Wedstrijden | Wedstrijden | Doelpunten | Doelpunten | Punten |
| - | ---------------- | ----------- | ----------- | ----------- | ----------- | ---------- | ---------- | ------ |
| # | Land             | S           | W           | F           | F           | T          | Saldo      | Punten |
| 1 | Duitsland        | 8           | 4           | 4           | 0           | 254        | 158        | +96    |
| 2 | Verenigde Staten | 7           | 4           | 3           | 1           | 246        | 176        | +70    |
| 3 | China            | 6           | 4           | 2           | 2           | 240        | 204        | +36    |
| 4 | Mexico           | 5           | 4           | 1           | 3           | 157        | 230        | -73    |
| 5 | Frankrijk        | 4           | 4           | 0           | 4           | 132        | 261        | -129   |

|  | Geplaatst voor de kwartfinales |
|  | Niet geplaatst                 |

### Kwartfinales
| Land             | Land                | Uitslag |
| ---------------- | ------------------- | ------- |
| Australië        | Mexico              | 62 - 37 |
| Nederland        | China               | 59 - 37 |
| Duitsland        | Verenigd Koninkrijk | 55 - 44 |
| Verenigde Staten | Canada              | 67 - 55 |

### Halve finales
| Land      | Land             | Uitslag |
| --------- | ---------------- | ------- |
| Australië | Verenigde Staten | 40 - 39 |
| Nederland | Duitsland        | 46 - 49 |

### Bronzen finale
| Land             | Land      | Uitslag |
| ---------------- | --------- | ------- |
| Verenigde Staten | Nederland | 47 - 71 |

### Finale
| Land      | Land      | Uitslag |
| --------- | --------- | ------- |
| Australië | Duitsland | 44 - 58 |

## Eindrangschikking
| Plaats | Land             |
| ------ | ---------------- |
| Goud   | Duitsland        |
| Zilver | Australië        |
| Brons  | Nederland        |
| 4      | Verenigde Staten |

## Medaillespiegel
| Plaats | Land             | NPC    | Goud | Zilver | Brons | Totaal |
| 1      | Canada           | CAN    | 1    | 0      | 0     | 1      |
| 1      | Duitsland        | GER    | 1    | 0      | 0     | 1      |
| 3      | Australië        | AUS    | 0    | 2      | 0     | 2      |
| 4      | Nederland        | NED    | 0    | 0      | 1     | 1      |
| 4      | Verenigde Staten | USA    | 0    | 0      | 1     | 1      |
| Totaal | Totaal           | Totaal | 2    | 2      | 2     | 6      |

Atletiek · Bankdrukken · Basketbal · Blindenvoetbal · Boogschieten · Boccia · CP-voetbal · Goalball · Judo · Paardensport · Roeien · Rugby · Schermen · Schietsport · Tafeltennis · Tennis · Volleybal · Wielersport · Zeilen · Zwemmen
Rome 1960 ·
Tokio 1964 ·
Tel Aviv 1968 ·
Heidelberg 1972 ·
Toronto 1976 ·
Arnhem 1980 ·
New York & Stoke Mandeville 1984 ·
Seoel 1988 ·
Barcelona 1992 ·
Atlanta 1996 ·
Sydney 2000 ·
Athene 2004 ·
Peking 2008 ·
Londen 2012 ·
Rio de Janeiro 2016 ·
Tokio 2020 ·
Parijs 2024